# Utricularia erectiflora
Utricularia erectiflora es una especie de planta carnívora de tamaño pequeño, perenne, que pertenece a la familia Lentibulariaceae. 

## Descripción
Es una planta perenne, de hábito terrestre. Las hojas angostamente lineares, de 5–20 mm de largo y 0.2–0.4 mm de ancho. Las inflorescencias en racimos de 5–35 cm de largo, pedicelos de 1.5–6 mm de largo; lobos del cáliz subiguales, ovados, 3–6 mm de largo, el lobo superior con el ápice agudo o acuminado y el inferior con el ápice cortamente bidentado; corola de 0.8–1.2 cm de largo, amarilla, labio inferior casi la mitad del largo del espolón. El fruto es una cápsula ampliamente elipsoide, de 3 mm de largo, envuelta por los lobos del cáliz acrescente, ventralmente 1-valvada.

## Distribución
Es originaria de Centroamérica y Sudamérica donde se distribuye por Belice, Bolivia, Brasil, Colombia, Ecuador, Guyana, Nicaragua, Surinam, y Venezuela. 

## Hábitat
U. erectiflora crece como una planta de hábitos terrestres, en las sabanas húmedas y arenosas, en los pastizales húmedos, o pantanos.

## Taxonomía
Utricularia erectiflora fue descrita por Augustin Saint-Hilaire & Frédéric de Girard y publicado en Comptes Rendus Hebdomadaires des Séances de l'Académie des Sciences 7: 870. 1838.
Etimología
Utricularia: nombre genérico que deriva de la palabra latina utriculus, lo que significa "pequeña botella o frasco de cuero".
erectiflora: epíteto latín que significa «con flor erecta».
Sinonimia
- Stomoisia spicata (Sylvén) Gleason
- Utricularia cearana Steyerm.
- Utricularia dicardia Standl.
- Utricularia micrantha Benj.
- Utricularia spicata Sylvén[5]